# Mieczysław Palus
Mieczysław Palus (* 31. August 1921 in Zaczericie; † 15. Mai 1986 in Warschau) war ein polnischer Eishockeyspieler und -trainer.  

## Karriere
Mieczysław Palus begann seine Karriere als Eishockeyspieler bei Pogoń Lwów, für das er in den Jahren 1938 und 1939 aktiv war. Anschließend spielte er in den Jahren 1940 und 1941 für den Stadtnachbarn Spartak Lwów. Im Anschluss an den Zweiten Weltkrieg spielte er zunächst 1946 und 1947 für Wisła Krakau. Anschließend schloss er sich KS Cracovia an, mit dem er in der Saison 1948/49 erstmals in seiner Laufbahn den polnischen Meistertitel gewann. Von 1950 bis 1957 stand er für Legia Warschau auf dem Eis und wurde mit der Mannschaft in jedem der sieben Jahre ebenfalls Polnischer Meister. 
Im Anschluss an seine aktive Karriere war Palus mehrere Jahre als Cheftrainer von Legia Warschau tätig. Bei den Olympischen Winterspielen 1956 in Cortina d’Ampezzo betreute er zusammen mit Władysław Wiro-Kiro die polnische Nationalmannschaft.  

### International
Für die polnische Nationalmannschaft nahm Palus an den Olympischen Winterspielen 1948 in St. Moritz sowie an der Weltmeisterschaft 1947 teil. Insgesamt absolvierte er 26 Länderspiele für Polen, in denen er zwölf Tore erzielte. 

## Erfolge und Auszeichnungen
| - 1949 Polnischer Meister mit KS Cracovia - 1951 Polnischer Meister mit Legia Warschau - 1952 Polnischer Meister mit Legia Warschau - 1953 Polnischer Meister mit Legia Warschau | - 1954 Polnischer Meister mit Legia Warschau - 1955 Polnischer Meister mit Legia Warschau - 1956 Polnischer Meister mit Legia Warschau - 1957 Polnischer Meister mit Legia Warschau |